# Kostel svatého Jana Křtitele (Markoušovice)
Kostel svatého Jana Křtitele, je římskokatolický filiální kostel v Markoušovicích, části obce Velké Svatoňovice. Patří do farnosti Úpice. Od 11. ledna 1996 je chráněn jako kulturní památka České republiky.

## Historie
Barokní kostel z let 1771–1787, s věží přistavěnou v roce 1884.

## Architektura
Zděná jednolodní stavba s půlkruhovým kněžištěm orientovaným k jihovýchodu. Věž byla přistavěna dodatečně na západní stranu.

## Interiér
Dřevěné sousoší Kalvárie na hlavním oltáři je dílem J. F. Pacáka z roku 1726, původně bylo součásti kaple křížové cesty u Žirče. Oltářní obraz křtu Krista je dílem trutnovského malíře Ignáce Russe. Kříž s reliéfy na soklu pochází z roku 1811. Varhany z roku 1830 jsou dílem varháře Wenzela Kunze. Kostel je pro svou akustiku využíván k pořádání koncertů.

## Bohoslužby
Bohoslužby se konají první neděli v měsíci od 13.30.